# Tracyina rostrata
 Tracyina rostrata  S.F.Blake, 1937 è una specie di piante angiosperme dicotiledoni della famiglia delle Asteraceae, sottofamiglia Asteroideae,  tribù Astereae (North American lineage) e sottotribù Pentachaetinae.  Tracyina rostrata è anche l'unica specie del genere  Tracyina   S.F.Blake, 1937.

## Etimologia
Il nome del generico (Tracyina) è stato dato in onore di Joseph Prince Tracy (1879–1953), botanico californiano.  L'epiteto specifico ( rostrata) deriva dal latino "rostrum" che significa "becco o cresta" (in riferimento all'achenio).
Il nome scientifico della specie è stato definito dal botanico Sidney Fay Blake (1892-1959) nella pubblicazione " Madrono; Journal of the California Botanical Society" ( Madroño 4: 75, fig. 1) del 1937. Il nome scientifico del genere è stato definito nella stessa pubblicazione.

## Descrizione
Portamento. La specie di questa voce ha un habitus di tipo erbaceo annuale con superfici glabre o sparsamente pelose.
Fusto. La parte aerea è eretta, semplice o ramificata distalmente, glabra o scarsamente irsuta. La parte sotterranea è un fittone. Altezza media: 5 - 30 cm.
Foglie. Le foglie lungo il fusto sono sessili e disposte in modo alternato, da ascendente a appressato; la lamina è intera con forme da lineari a lineari-lanceolate); i margini sono cigliati. Dimensioni delle foglie: 10 - 25 x 1 - 2 mm.
Infiorescenza. Le sinflorescenze sono scapose (capolini solitari). Le infiorescenze vere e proprie sono composte da un capolino terminale lungamente peduncolato di tipo radiato con fiori eterogami. I capolini sono formati da un involucro, con forme da cilindriche a ampiamente ovoidi (o turbinate o obconiche), composto da 20 - 30 brattee, al cui interno un ricettacolo fa da base ai fiori di due tipi: fiori del raggio e fiori del disco. Le brattee, distintamente disuguali, appressate, con forme lineari-lanceolate e a consistenza erbacea, sono disposte in modo più o meno embricato su 3 - 4 serie. Il ricettacolo, bucherellato o liscio, è nudo ossia senza pagliette a protezione della base dei fiori; la forma è convessa. Diametro degli involucri: 1 - 3 mm.
Fiori.  I fiori sono tetra-ciclici (formati cioè da 4 verticilli: calice – corolla – androceo – gineceo) e pentameri (calice e corolla formati da 5 elementi). Si distinguono in:
- fiori del raggio (esterni): da 12 a 20 per capolino, sono femminili e sono disposti su una sola serie; la forma è ligulata (zigomorfa);
- fiori del disco (centrali): sono più numerosi (da 15 a 25) con forme brevemente tubulose (attinomorfe); sono ermafroditi o (raramente) funzionalmente maschili.

- Formula fiorale:

*/x K {\displaystyle \infty }, [C (5), A (5)], G 2 (infero), achenio
- Calice: i sepali del calice sono ridotti ad una coroncina di squame.

- Corolla: 
  - fiori del raggio: la forma della corolla alla base è più o meno tubulosa, mentre all'apice è ligulata-filiforme; la ligula può terminare con alcuni denti; il colore è giallo pallido;
  - fiori del disco: la forma è filiforme-tubulare bruscamente divaricata in 5 lobi; i lobi, eretti, frangiati o papillosi, hanno una forma da lanceolata a triangolare-ovata; il colore è giallo o giallo-verde.

- Androceo: l'androceo è formato da 5 stami sorretti da filamenti generalmente liberi; gli stami sono connati e formano un manicotto circondante lo stilo; le teche (produttrici del polline) alla base sono troncate e sono lievemente auricolate (molto raramente sono speronate o hanno una coda); le appendici apicali delle antere hanno delle forme piatte e lanceolate; il tessuto endoteciale (rivestimento interno dell'antera) è quasi sempre polarizzato (con due superfici distinte: una verso l'esterno e una verso l'interno). Il polline è sferico con un diametro medio di circa 25 micron;  è tricolporato (con tre aperture sia di tipo a fessura che tipo isodiametrica o poro) ed è echinato (con punte sporgenti).[11][13]

- Gineceo: l'ovario è infero uniloculare formato da 2 carpelli.[7] Lo stilo (il recettore del polline) è profondamente bifido (con due stigmi divergenti) e con le linee stigmatiche marginali separate e lunghe.[14] I due bracci dello stilo hanno una forma attenuata e possono essere papillosi o ricoperti da ciuffi di peli.

Frutti. I frutti sono degli acheni con pappo; 
- achenio:  gli acheni sono provvisti di un becco ed hanno un profilo da strettamente cilindrico a lineare-fusiforme; sono circondati da 5 nervi longitudinali; lunghezza dell'achenio: 5 - 6 mm;
- pappo: il pappo è formato da 30 - 40 fragili setole barbate disposte su 1 – 2 serie.

## Biologia
Impollinazione: tramite insetti (impollinazione entomogama tramite farfalle diurne e notturne).

Riproduzione: la fecondazione avviene fondamentalmente tramite l'impollinazione dei fiori.

Dispersione: i semi cadono a terra e vengono dispersi soprattutto da insetti come formiche (disseminazione mirmecoria). Un altro tipo di dispersione è zoocoria: gli uncini delle brattee dell'involucro (se presenti) si agganciano ai peli degli animali di passaggio che portano così i semi anche su lunghe distanze. Inoltre per merito del pappo il vento può trasportare i semi anche per alcuni chilometri (disseminazione anemocora).

## Distribuzione e habitat
La specie di questa voce è distribuita in California.

## Sistematica
La famiglia di appartenenza di questa voce (Asteraceae o Compositae, nomen conservandum) probabilmente originaria del Sud America, è la più numerosa del mondo vegetale, comprende oltre 23.000 specie distribuite su 1.535 generi, oppure 22.750 specie e 1.530 generi secondo altre fonti (una delle checklist più aggiornata elenca fino a 1.679 generi). La famiglia attualmente (2021) è divisa in 16 sottofamiglie; la sottofamiglia Asteroideae è una di queste e rappresenta l'evoluzione più recente di tutta la famiglia.

### Filogenesi
La tribù Astereae (una delle 21 tribù della sottofamiglia Asteroideae) comprende circa 40 sottotribù. In base alle ultime ricerche nella tribù sono stati individuati (provvisoriamente) 5 principali lignaggi:
- Basal grade: include alcuni generi isolati, il gruppo "South American-Oceania",  alcune sottotribù africane e il gruppo dei generi legnosi del Madagascar.
- Bellis lineage: comprende le sottotribù eurasiatiche e una sottotribù africana.
- Aster lineage: include i generi asiatici di Asterinae e i principali gruppi dell'Australia e dell'Oceania.
- Baccharis lineage: include alcuni gruppi sudamericani.
- North American lineage: include la vasta gamma di sottotribù del Nordamerica, Messico e alcuni gruppi distribuiti nel Sudamerica.

Il genere  Tracyina (insieme alla sottotribù Pentachaetinae) è incluso nel lignaggio "North American lineage". La sottotribù è suddivisa in due gruppi: "Pentachaeta group" e "Ericameria group". Il genere della specie di questa voce appartiene al "Pentachaeta group".
I caratteri distintivi della specie  Tracyina rostrata sono:
- le brattee dell'involucro si presentano con lunghezza diverse, disposte in modo scalare su 3 – 4 serie;
- gli acheni terminano con un becco;
- il pappo è formato da setole.

Il numero cromosomico delle specie di questo genere è: 2n = 18.